# Sevan
Sevan (armeniska: Սեւան) är en stad och badort i Gegharkunikprovinsen i Armenien.
Sevan omges av Sevans nationalpark.
Sevans botaniska trädgård är en filial till Jerevans botaniska institut. Den är på fem hektar och ligger på 2.000 meters höjd vid Sevansjön. 
Under den sovjetiska tiden fanns ett antal industrier i Sevan, varav flertalet har lagts ned sedan självständigheten 1991. Den enda större kvararande industrin är Sevans kvarn och bageri. I stan finns också en sockerfabrik, som öppnade 2005, och Lihnitis Sevan brygger, som öppnade 20017..

## Sport
- Sevan FC (fotbollsklubb)
- Stadion i Sevan (kapacitet: 500)

## Bildgalleri

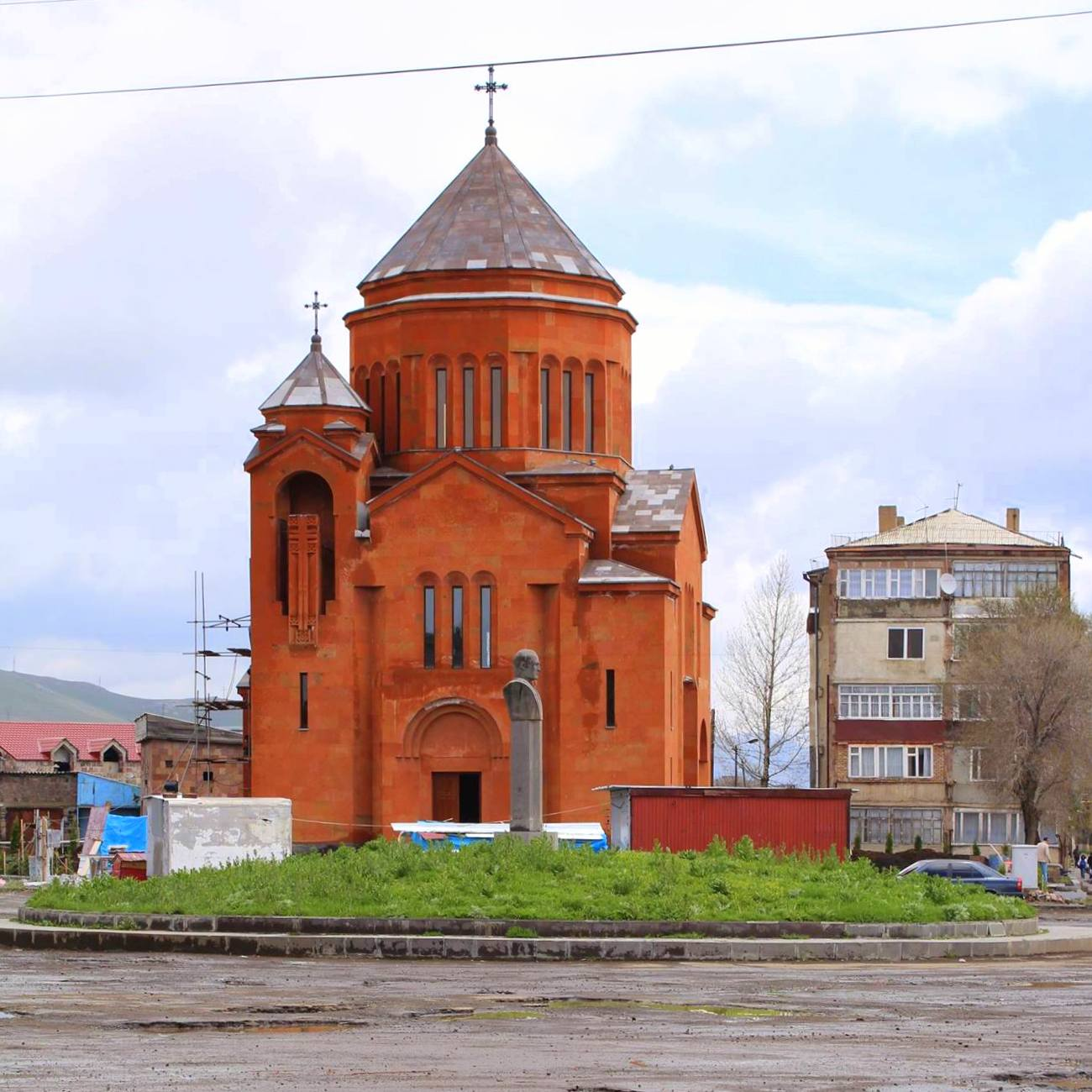
Heliga ärkeänglarns kyrka
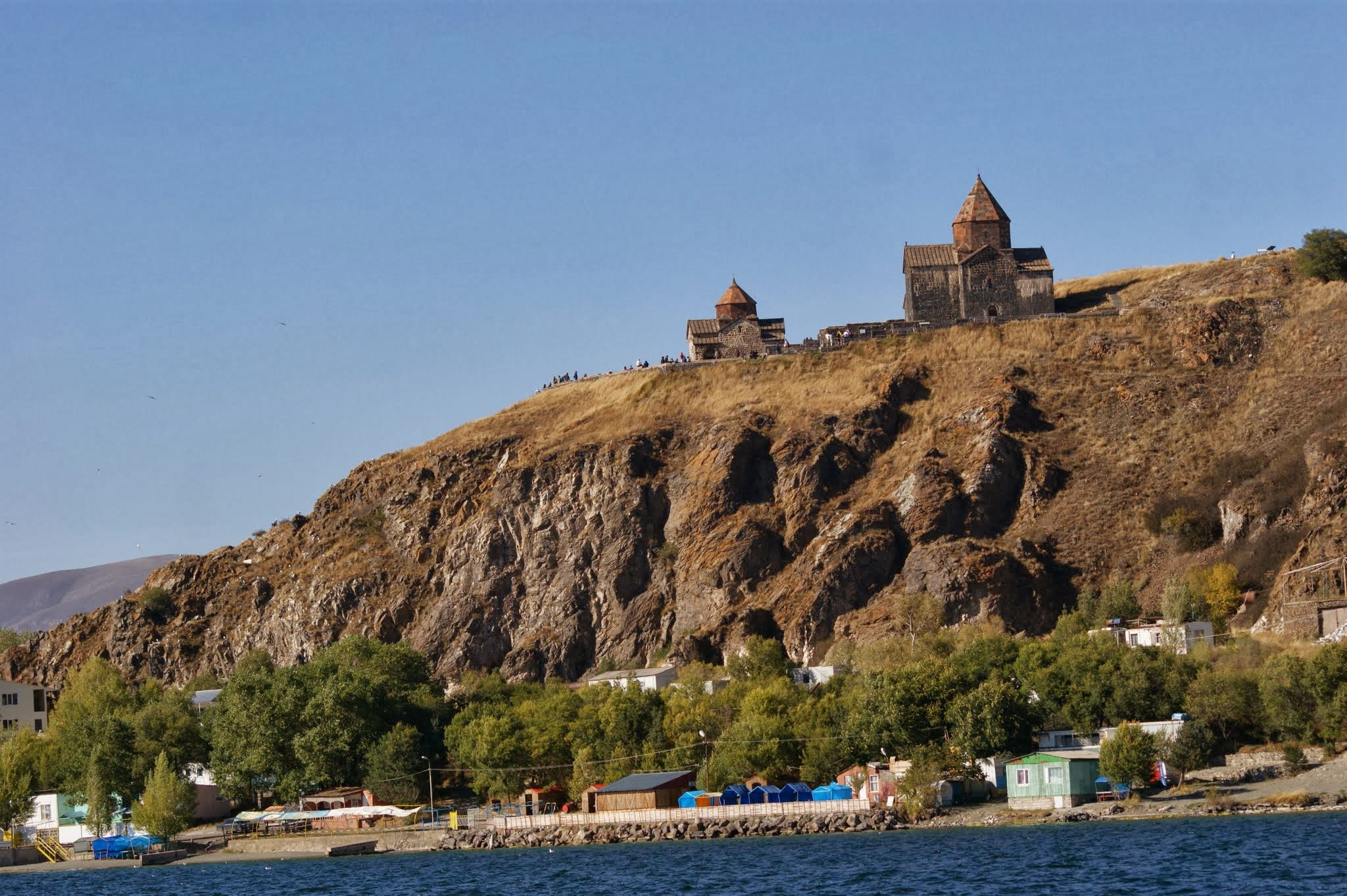
Branten mot Sevansjön
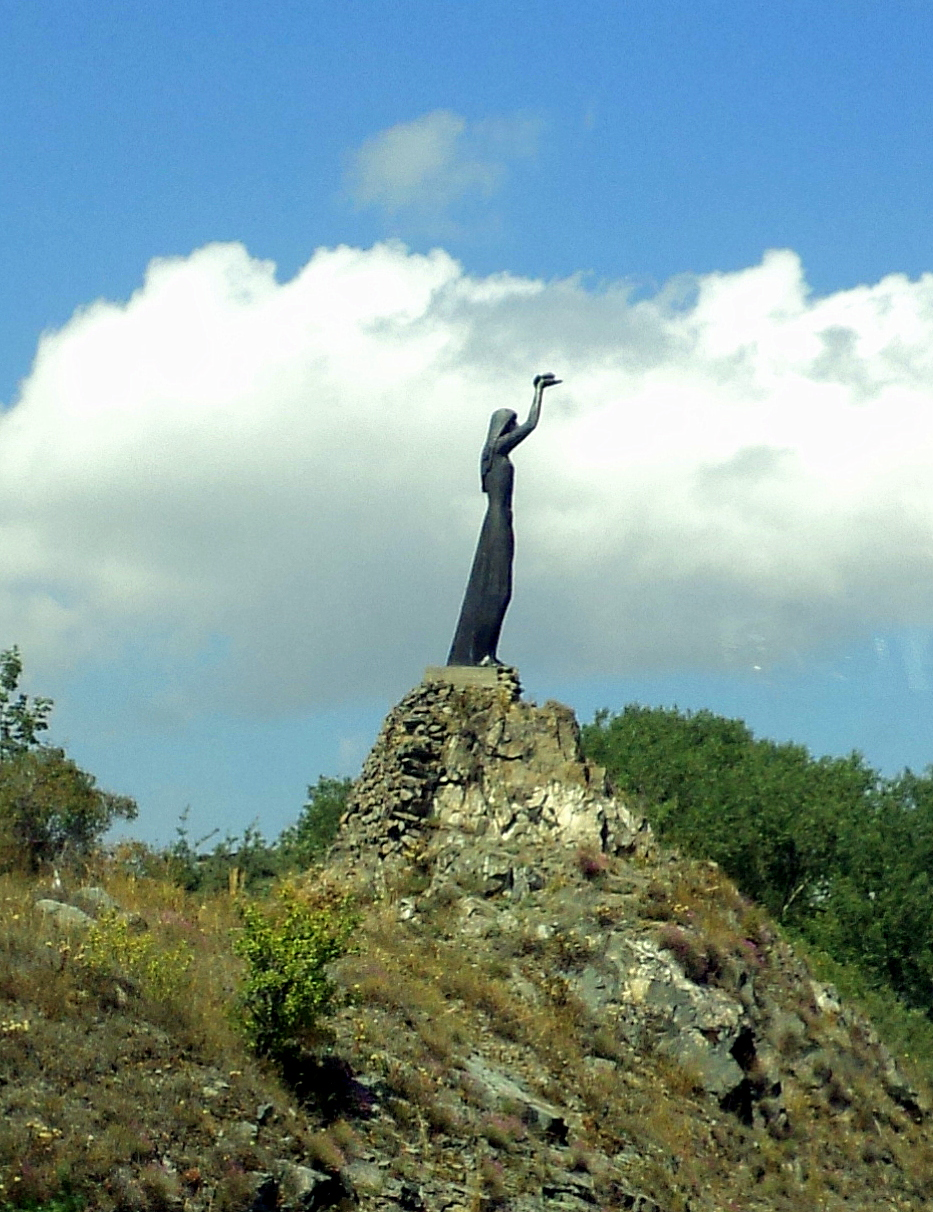
Akhtamarstatyn
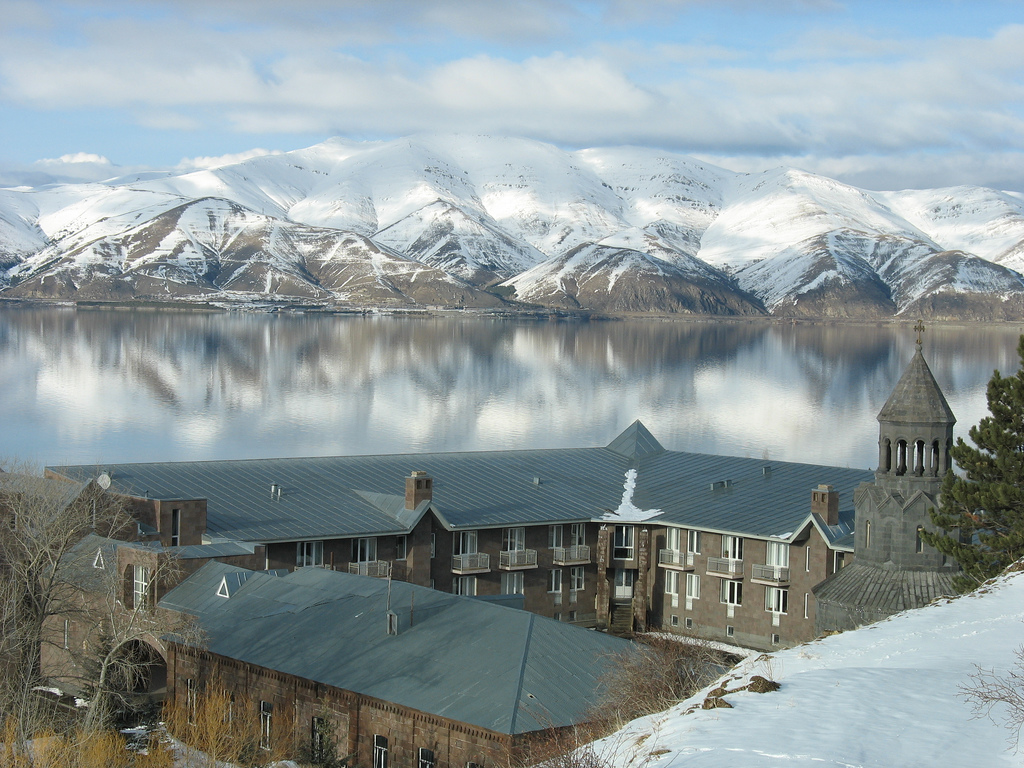
Vaskenian_teologiska seminarium
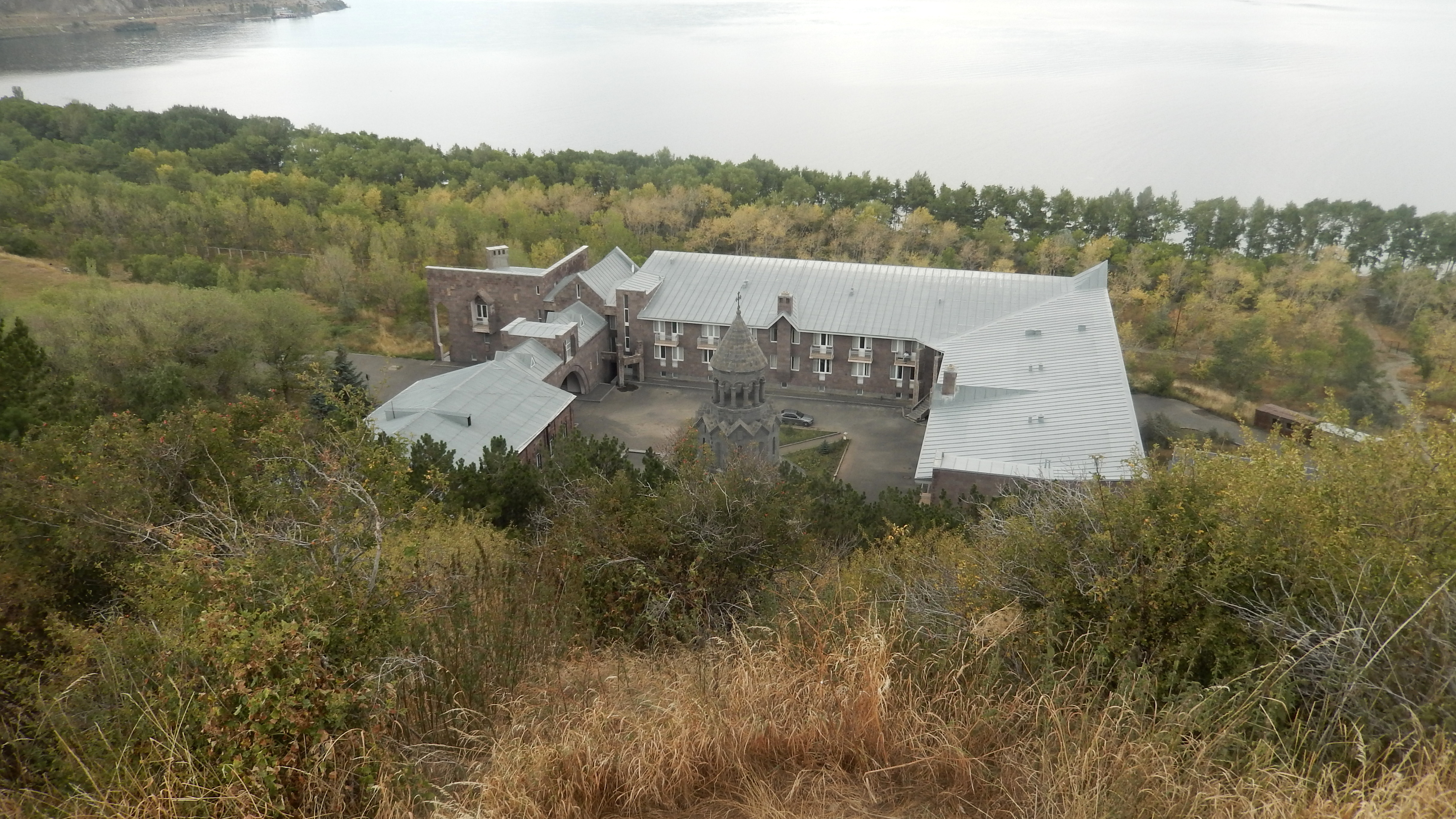
Vaskenian_teologiska seminarium
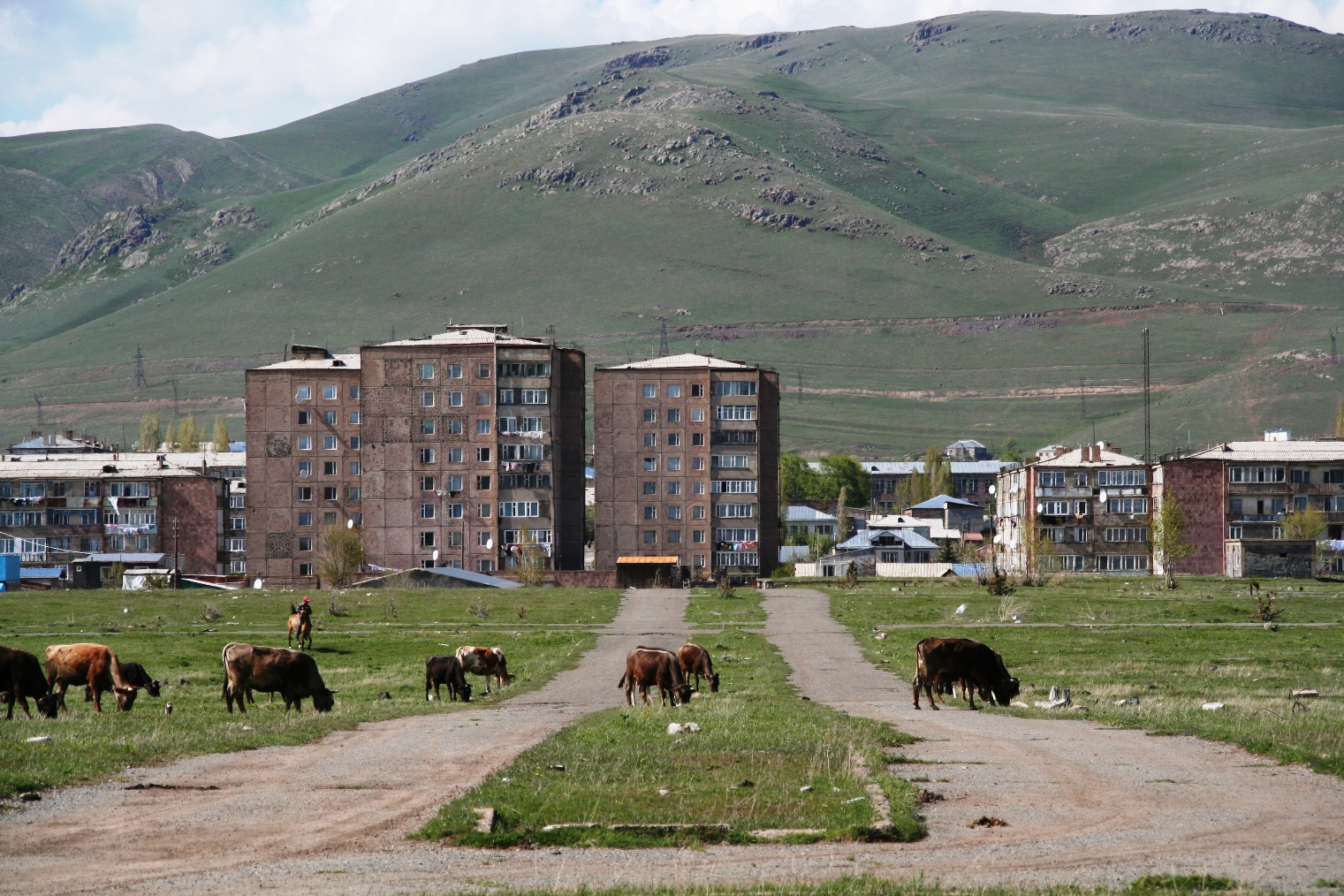
Bostadsområden i Sevan
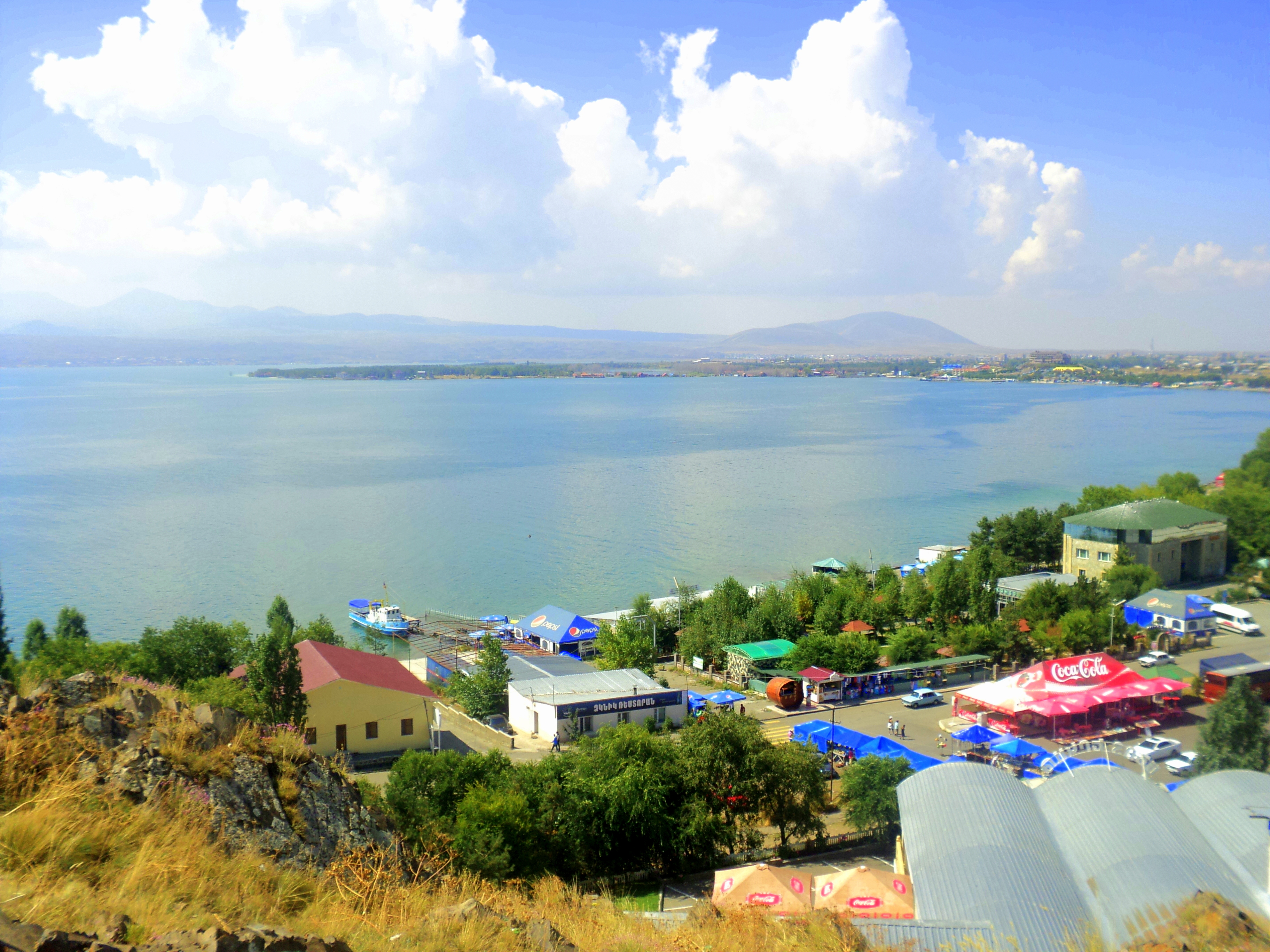
Hamnen
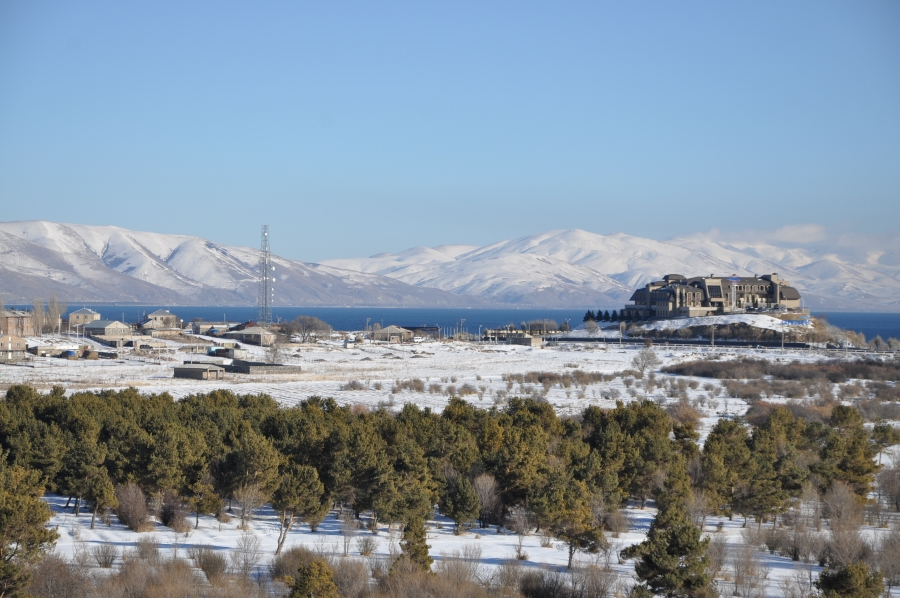
Vinterbild
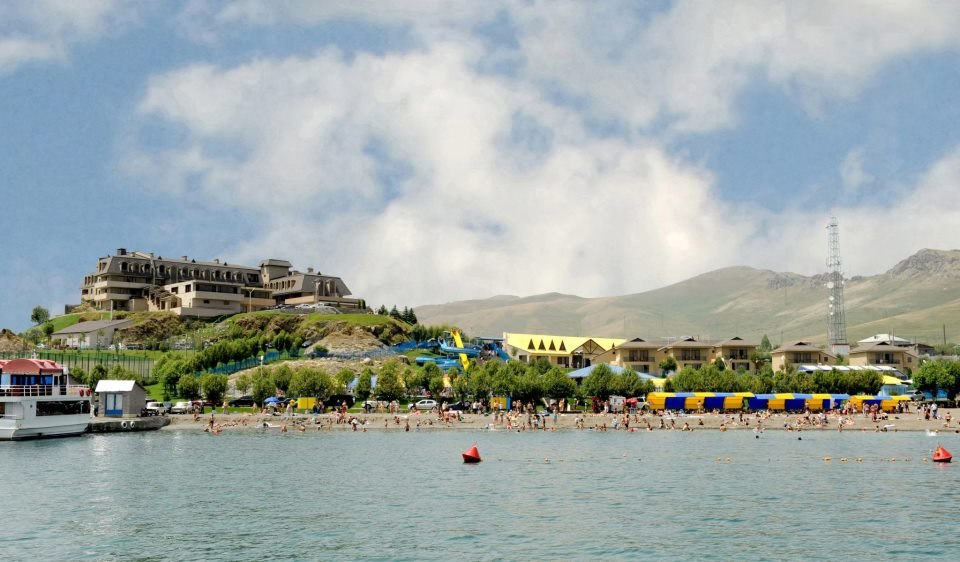
Harsnaqar Hotel
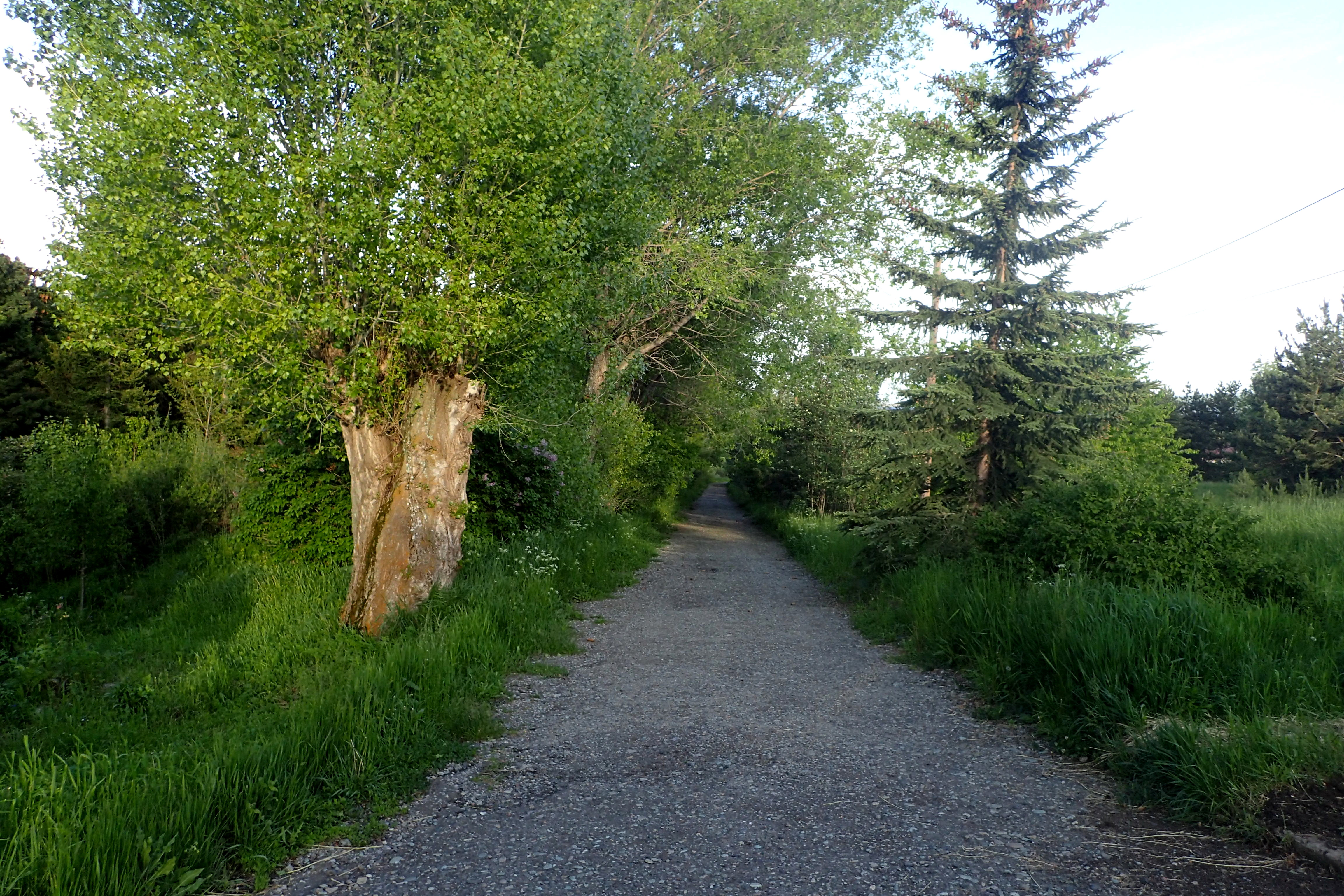
Sevans botaniska träödgård